# Sân bay Kolhapur
Sân bay Kolhapur (IATA: KLH, ICAO: VAKP) là một sân bay ở Kolhapur, bang Maharashtra, Ấn Độ. Sân bay này có 1 đường băng dài 1370 m bề mặt nhựa đường.

## Các hãng hàng không và các tuyến điểm
- Kingfisher Airlines
  - do Air Deccan cung ứng (Mumbai)